# Manfred Honeck
Manfred Honeck, né le 17 septembre 1958 à Nenzing (Vorarlberg), est un chef d'orchestre autrichien.

## Biographie
Manfred Honeck est né dans une famille de neuf enfants. Un de ses frères, Rainer Honeck, est premier violon de l'Orchestre philharmonique de Vienne.
Manfred Honeck a étudié le violon à l'Académie de musique de Vienne, ainsi que l'alto. Après avoir terminé ses études, il a été  membre de l'Orchestre philharmonique de Vienne et du Wiener Staatsoper.
En tant que chef d'orchestre, il est devenu assistant de Claudio Abbado au Gustav Mahler Jugendorchester.
Entre 1991 et 1996, il a dirigé régulièrement à l'Opéra Zurich. En 1997 et 1998, il a été directeur musical de l'Opéra de Norvège à Oslo. Entre 1996 et 1999, il a été chef de l'Orchestre symphonique de la MDR à Leipzig. En 1998, il a été nommé premier chef invité de l'Orchestre philharmonique d'Oslo. De 2000 à 2006, Honeck a été directeur musical de l'Orchestre symphonique de la radio suédoise, où il a été un défenseur de la musique contemporaine. Il a en particulier créé Ordet – en passion (en) de Sven-David Sandström le 24 mars 2006. Puis Honeck a été nommé Generalmusikdirektor (GMD) du Staatsoper Stuttgart pour la saison 2007-2008, avec un contrat initial de quatre années. En novembre 2009, l'Opéra de Stuttgart a annoncé le départ de Honeck, son contrat expirant à l'été 2011. Dans la période allant de 2008 à 2009, il a également été le chef principal de l'Orchestre philharmonique tchèque.
En mai 2006, Honeck a fait ses débuts avec l'Orchestre symphonique de Pittsburgh (PSO), où il a obtenu un grand succès En novembre, il est revenu à Pittsburgh, dans un autre concert et a reçu des critiques très favorables. Le 24 janvier 2007, le PSO l'a nommé chef titulaire, le neuvième accédant à ce poste, avec un contrat initial de trois ans, contrat qui a été renouvelé jusqu'à la saison 2015-2016. Avec cet orchestre, il a enregistré la musique de Giuseppe Verdi, Alan Fletcher (en), Gustav Mahler, Tchaïkovski, Richard Strauss, entre autres, pour le label Octavia (Exton).
Honeck vit dans la ville de Altach, dans le Vorarlberg, en Autriche avec sa femme, Christiane, et ses six enfants.

## Source de la traduction
- (en) Cet article est partiellement ou en totalité issu de l’article de Wikipédia en anglais intitulé « Manfred Honeck » (voir la liste des auteurs).